# Västerviks tändsticksfabrik
Västerviks tändsticksfabrik var en fabrik för tillverkning av tändstickor i Västervik, som var i drift 1857–1968.
Västerviks tändsticksfabrik anlades av sjökapten Carl Gustaf Landström. Efter att på äldre dagar lämnat sjöfarten blev han handlare och skeppsbyggare, och 1857 anlade han ett var och en tändstickfabrik vid torpet Ladugården i Lofta socken. 1861 brann fabriken ned. Den återuppbyggdes ganska snart efteråt, men då fabriken var oförsäkrad och branden ledde till ett längre produktionsavbrott tvingades Landström att gå i konkurs. Fabriken övertogs i stället av en grupp intressenter med bland annat skeppsredaren Albert Tenger och konsul Gustaf Maechel. 1874 förvärvade apotekaren Nils Danielsson den största delen i bolaget och blev chef för detsamma. Mot slutet av 1870-talet minskade försäljningen, men efter ett driftsstopp 1878-1880 kunde man öka produktionen och i slutet av 1880-talet hade produktionen tredubblats mot vad den varit tio år tidigare. 1889 avled Nils Danielsson och tändsticksfabriken ombildades till aktiebolag under namnet Westerviks Tändsticksaktiebolag. Till de främsta delägarna hörde löjtnant Carl Fredrik Tenger samt godsägarna O. Danielsson och Carl Lybeck. 1891 blev Emil Rahmberg som tidigare varit föreståndare för Annebergs tändsticksfabrik som disponent, en post han sedan kom att inneha till 1926. 1893 förstördes hela fabriken på nytt av brand. Efter branden rekonstruerades bolaget under namnet Västerviks Nya Tändsticksfabriksaktiebolag och staden Västervik gick in som en betydande delägare, och 1894 stod den nya fabriken klar. Sedan Fredrik Löwenadler gick in som delägare kom produktionen att utökas betydligt genom modernisering, och 1903 var Västerviksfabriken en av de sex fabriker som kom att ingå i Jönköpings och Vulcans Tändsticksfabriks AB. När Svenska Tändsticks Aktiebolaget bildades 1917 blev Jönköpings och Vulcans tändsticksfabriks AB dotterbolag inom koncernen. Under perioden 1941-1944 låg tillverkningen nere då huvuddelen av tändstickorna var avsedda för export och Sverige då var avspärrat,
Disponent för fabriken var 1926-1939 Harald Holmberg, 1939-1952 Eskil Ågren och från 1952 Göte Lundström. Den siste disponenten var Olof Gånge.
På 1920-talet hade fabriken 700 anställda. År 1956 hade de minskat till 200 och nedläggningsåret 1969 fanns endast omkring 100 personer kvar.

## Fisksätra varv
År 1968 övertog Fisksätra varv i Saltsjöbaden fabrikslokalerna och förlade huvuddelen av sin båttillverkning där. Fisksätra varv gick i konkurs 1979.